# Chalceus spilogyros
Chalceus spilogyros är en fiskart som beskrevs av Angela M. Zanata och Toledo-piza 2004. Chalceus spilogyros ingår i släktet Chalceus och familjen Characidae. Inga underarter finns listade i Catalogue of Life.